# Ručno elektrolučno zavarivanje
Ručno elektrolučno zavarivanje (kratica: REL), točnije izraženo ručno elektrolučno zavarivanje obloženom elektrodom (engl. Manual Metal Arc Welding – MMA) ili elektrolučno zavarivanje obloženom elektrodom (engl. Shielded Metal Arc Welding – SMAW) je postupak zavarivanja koji se najviše koristi. Električna struja se koristi da pokrene električni luk, između osnovnog materijala i potrošnih elektroda, čija obloga stvara zaštitu zavara od oksidacije i zagađivanja stvaranjem ugljikovog dioksida (CO2). Elektroda služi i kao dodatni materijal za stvaranje zavara. Postupak je vrlo raznovrstan i može se obaviti s relativno jeftinom opremom, tako da se koristi u radionicama i na otvorenim gradilištima. Zavarivač može postati dovoljno iskusan i sa skromnijom obukom, a vješt majstor postaje s iskustvom. Vrijeme zavarivanja je relativno sporo, jer se elektrode moraju često zamjenjivati i troska se mora čistiti nakon svakog zavara. Taj postupak je uglavnom ograničen na čelične proizvode, iako specijalne elektrode postoje i za lijevano željezo, nikal, aluminij, bakar i ostale metale.
Ručno elektrolučno zavarivanje se obavlja uglavnom na zraku. Zaštitu električnog luka i taline zavara od okolnog zraka obavljaju uglavnom plinovi i troska, koji nastaju pri taljenju i kemijskim reakcijama mineralne obloge potrošne elektrode. Obloga ima još i druge zadaće: stabilizaciju električnog luka, legiranje, dezoksidaciju i rafinaciju (smanjenje količine sumpora i fosfora) taline zavara. Prema namjeni razlikuju se elektrode za zavarivanje, za navarivanje, za žlijebljenje i za rezanje. U vezi s tehnološkim osobinama, razlikuju se elektrode s dubokim provarom, za posebne radne zahtjeve (za zavarivanje u okomitom položaju, iznad glave, zavarivanje korijena zavarenog spoja), elektrode s velikim rastalnim učinkom (s korisnošću do 200% i više).
Ručno elektrolučno zavarivanje kao postupak ima široke mogućnosti primjene: kod proizvodnih zavarivanja, navarivanja i reparaturnog (popravak) zavarivanja većine metalnih materijala. Ipak zbog ekonomičnosti (male brzine zavarivanja i približno 1,5 do 2 kilograma položenog materijala na sat) se primjenjuje za izvođenje kraćih zavara, obično debljine ne iznad 20 mm sučeonih zavarenih spojeva, te kraćih kutnih spojeva manje debljine zavara (gdje se obično ne traži pojačana penetracija u korijenu zavara).
Osim postupka ručnog elektrolučnog zavarivanja obloženom elektrodom, postoje još postupci ručnog elektrolučnog zavarivanja taljivom žicom u zaštiti inertnog plinom (engl. Gas Metal Arc Welding – GMAW) ili ručnog zavarivanja MIG postupkom, ručno elektrolučno zavarivanje taljivom žicom pod zaštitnim praškom (engl. Flux-Cored Arc Welding – FCAW) ili ručnog zavarivanja pod praškom, ručno elektrolučno zavarivanje taljivom žicom u zaštiti aktivnog plina ili ručnog zavarivanja MAG postupkom i ručno elektrolučno zavarivanje netaljivom elektrodom u zaštiti inertnog plinom (engl. Gas Tungsten Arc Welding – GTAW) ili ručnog zavarivanja TIG postupkom.

## Prednosti i nedostaci
Prednosti ručnog elektrolučnog zavarivanja su: razvijena je široka ponuda dodatnih materijala za zavarivanje, manja cijena opreme za zavarivanje (uređaja za zavarivanje) u odnosu na ostale postupke zavarivanja, pogodno za manja proizvodna i reparaturna zavarivanja, mogućnost zavarivanja u svim položajima zavarivanja, pogodno za rad na terenu, naročito tamo gdje nema električne energije (moguća primjena agregata), vrlo jednostavno rukovanje opremom, dobra mehanička svojstva zavarenog spoja.
Nedostaci su: mala brzina zavarivanja i niska produktivnost u odnosu na ostale postupke zavarivanja, kvaliteta zavara značajno ovisi o vještini zavarivača (čovjeka), vrijeme za izobrazbu dobrog zavarivača je dugo, neizbježan je otpad elektrode (od 8 do 10%), te gubitak materijala zbog prskanja u okolinu, teže čišćenje troske nakon zavarivanja i gubitak vremena zbog čišćenja troske, dolazi do jakog bljeskanja pri zavarivanju, razvijaju se štetni plinovi (potrebna dobra ventilacija prostora), dugotrajni rad može ostaviti štetne posljedice na zdravlju zavarivača (reuma, oštećenja dišnog sustava, upala oka i drugo).

## Povijest zavarivanja
Povijest spajanja metala je započela prije nekoliko tisuća godina, u brončano doba i u željezno doba, na prostorima današnje Europe i Bliskog istoka. Spajenje metala razvilo se kao sastavni dio vještina kovača, zlatara i ljevača pri izradi oruđa za rad, oružja, posuda, nakita i građevina. 
U srednjem vijeku se razvilo kovačko zavarivanje, gdje su se dva dijela koja su se spajala, na kovačkoj vatri, dovela do bijelog usijanja i, ako je bilo potrebno, posipali bi se određenim prahom ili pijeskom za “čišćenje”. Čekićanjem spoja istiskivali bi se s dodirnih površina rastaljeni oksidi ili troska, te se sučeljavaju čiste metalne površine, kada počinju djelovati međuatomske sile dvaju dijelova i dolazi do čvrstog spoja. Najbolji mačevi iz čelika u srednjem vijeku bili su rađeni od niskougljičnog čelika (do 0,4% ugljika), a na njihove rubove su kovački zavarivane (udarcima čekića u toplom stanju) trake od visokougljičnog čelika (od 1,0 do 2,1% C), koje su uz određenu toplinsku obradu davale tvrde i oštre bridove. Mačevi, vrhovi strijela i koplja, noževi i drugo, kod kojih se primjenjivalo kovačko zavarivanje, bili su poznati u Grčkoj, Franačkoj državi, Kini, Japanu, Indoneziji, te u Siriji. Poznata je bila tehnika spajanja traka od različitih vrsta željeznih materijala kovanjem kao “damasciranje” (od Damask, Sirija), a u cilju postizanja posebnih svojstava za mačeve i puške.
1802. ruski znanstvenik Vasilij Petrov istražuje električni luk za opću namjenu i predlaže primjenu za zavarivanje. 1882. ruski znanstvenik Nikolaj Benardos prvi koristi električni luk između ugljene elektrode i metala, uz dodavanje žice u metalnu kupku. 1888. ruski znanstvenik Nikolaj Slavjanov je predložio postupak elektrolučnog zavarivanja metalnom elektrodom. 1895. počinje se koristiti aluminotermijsko zavarivanje tračnica i za popravak odljevaka. U isto vrijeme prvi puta se zavaruje plinskim plamenikom, koji je koristio kisik i vodik. Kasnije se razvija plinsko zavarivanje kisik-acetilenskim (O2 + C2H2) plamenom. 
1907. švedski znanstvenik prvi patentira i primjenjuje obloženu elektrodu. Obložena elektroda se proizvodila uranjanjem gole žice u otopinu minerala, a od 1936. obloga se nanosi isprešavanjem ili ekstrudiranjem. Od 1925. počinje zavarivanje u zaštitnoj atmosferi vodika, a kasnije se prešlo na argon i helij. Od 1930. primjenjuje se automatsko zavarivanje pod praškom u brodogradnji SAD-a.
Pred Drugi svjetski rat, a posebno poslije njega, počinje razvoj i primjena zavarivanja u zaštitnom plinu - zavarivanje TIG postupkom. Zavarivanje MIG postupkom se počinje primjenjivati 1948., a od 1953. u Sovjetskom Savezu se prvi puta primjenjuje zavarivanje MAG postupkom s CO2 zaštitnim aktivnim plinom. Hladno zavarivanje pod pritiskom primjenjuje se od 1948. 
Iza 1950. se razvijaju mnogi novi postupci kao što su: zavarivanje pod troskom (1951.), zavarivanje trenjem (1956.), zavarivanje snopom elektrona (1957.), zavarivanje ultrazvukom (1960.), zavarivanje laserom (1960.), zavarivanje plazmom (1961.) i drugi.
Prvo zavarivanje i toplinsko rezanje u svemiru izveli su 1969. u sovjetskom svemirskom brodu Sojuz 6. 1932. u Rusiji, Konstantin Khrenov je prvi uspješno primijenio podvodno elektrolučno zavarivanje.

## Način rada
Električni luk se uspostavlja kratkim spojem – kresanjem između elektrode i radnog komada, tj. priključaka na polove električne struje (istosmjerne ili izmjenične struje). Nakon toga sljedi ravnomjerno dodavanje elektrode u električni luk od strane zavarivača, te taljenje elektrode i stvaranje zavarenog spoja.
Glavni parametri kod ručnog elektrolučnog zavarivanja su:
- napon zavarivanja (U), koji se tijekom zavarivanja orijentacijski kreće od 18 do 26 V;
- jakost struje zavarivanja (I), koja se pri zavarivanju kreće ovisno o promjeru elektrode (orijentacijske vrijednosti od 40 do 50 x promjer elektrode (mm) = x A)
- brzina zavarivanja (v), koja se kreće ovisno o primijenjenoj tehnici zavarivanja (povlačenje ili njihanje elektrode), promjeru elektrode i parametrima zavarivanja, orijentacijski od 1,5 do 2,5 mm/s.
- napon praznog hoda je najčešće 60 V. Stupanj iskorištenja energije za taljenje je od 0,75 do 0,85.

## Greške u zavarenim spojevima
Svaki tehnološki postupaknosi stalnu opasnost od nastajanja određenih grešaka. S obzirom na veliki broj utjecajnih čimbenika na kvalitetu zavarenih spojeva, na tu je opasnost potrebno obratiti posebnu pozornost kako pri izradi zavarene konstrukcije, tako i u njenoj primjeni. Postoje različite klasifikacije grešaka u zavarenim spojevima, a jedna od njih je sljedeća (EN 26520): greške u zavarenim spojevima koje mogu nastati u izradi i greške u zavarenim spojevima koje mogu nastati u eksploataciji.
Greške u zavarenim spojevima koje nastaju u izradi mogu se podijeliti s obzirom na:
- Uzrok nastajanja grešake: konstrukcijske greške, metalurške greške i tehnološke greške;
- Vrstu grešake: plinski uključci, uključci u čvrstom stanju, naljepljivanje, nedostatak provara, pukotine i greške oblika i dimenzija;
- Greške položaja: unutrašnje greške, površinske i podpovršinske greške i greške po cijelom presjeku;
- Greške po obliku: kompaktne greške, izdužene greške, oštre greške (jako izraženo zarezno djelovanja), zaobljene greške (manje izraženo zarezno djelovanje), ravninske greške (može se zanemariti treća dimenzija greške) i prostorne greške (uzimaju se u obzir sve tri dimenzije greške);
- Greške po veličini: male greške, greške srednje veličine i velike greške;
- Greške po brojnosti: pojedinačne greške, učestale greške i gnijezdo grešaka.

## Zaštita na radu pri zavarivanju
Zavarivanje bez odgovarajućih mjera zaštite, može biti opasno i nezdravo. Danas se s novim tehnologijama i odgovarajućom zaštitom, taj rizik dosta smanjio. Da bi se smanjio utjecaj plamena i električnog luka, zavarivači moraju nositi zaštitnu odjeću i opremu, kao što su maske, rukavice, zaštitna odjeća. Zbog visokog intenziteta ultraljubičastog i infracrvenog zračenja, i mogućeg oštećenja očiju (upala rožnice i opekotine na mrežnici oka), maske i naočale trebaju biti opremljeni sa specijalnim staklima. Često se i mjesta zavarivanja trebaju prekriti sa zaštitnim zavjesama i pregradama, posebno od polivinil klorida, da se zaštite ostali radnici koji ne zavaruju. 
Mjesta zavarivanja sadrže značajnu količinu metalnih čestica promjera nekoliko μm, i što su čestice manje, to su opasnije za zdravlje (male čestice mogu proći kroz krvno-moždanu pregradu). Uz to dolazi do stvaranja i ozona. Posebno su opasne pare koje sadrže kadmij. Kod Cr-Ni čelika, posebno je opasna visoka koncentracija šesterovalentnog kroma Cr (VI), koji je kancerogena tvar. Kod zavarivanja MAG postupkom prisutna je velika količina ugljikovog monoksida CO i ugljikovog dioksida CO2. Kod rada s pocinčanim materijalima, potreban je oprez zbog zagađenja s cinkovim oksidom ZnO. Manganske pare, čak i u manjim koncentracijama (<0,2 mg/m3), mogu dovesti do neuroloških problema i oštećenja pluća, jetre, bubrega i centralnog nervnog sistema. Zbog toga se preporučuje vrlo dobra ventilacija radnog mjesta, a u težim situacijama i aparati za disanje. Bitno je dobro se zaštititi i od električnog udara, koji nastaje zbog loše izolacije, skučenog vlažnog prostora, visokonaponskih uređaja.

## Oprema za ručno elektrolučno zavarivanje